# Iwaśki
Iwaśki est un village polonais de la gmina d'Kalinowo, dans le powiat d'Ełk, voïvodie de Varmie-Mazurie, au nord-est du pays.
Il est situé à environ 22 km au nord-est d'Ełk et à 142 km à l'est de la capitale régionale Olsztyn.